# Малък морски бибан
Малките морски бибани (Sebastes viviparus) са вид актиноптери от семейство Скорпенови (Scorpaenidae).
Таксонът е описан за пръв път от Хенрик Николай Крьойер през 1845 година.